# Wiatczyn
Wiatczyn (biał. Вятчын; ros. Ветчин, Wietczin) – wieś na Białorusi, w obwodzie homelskim, w rejonie żytkowickim, w sielsowiecie Marocharawa, przy drodze republikańskiej R57.

## Nazwa
Wieś pojawia się w źródłach pod polskimi nazwami. Słownik geograficzny Królestwa Polskiego jako główną nazwę wymienia Wietczyn, a jako alternatywne Wietczyna, Witczyn i Witczyna. Na mapie WIG wieś występuje pod nazwą Witczyny.

## Historia
Dawniej wieś i majątek ziemski będący własnością Radziwiłłów, następnie rodu Hohenlohe. W XIX i w początkach XX w. położony był w Rosji, w guberni mińskiej, w powiecie mozyrskim.
W latach 1919–1920 znajdował się pod Zarządem Cywilnym Ziem Wschodnich, w okręgu brzeskim, w powiecie mozyrskim. W wyniku traktatu ryskiego miejscowość weszła w skład Związku Sowieckiego. Od 1991 w niepodległej Białorusi.